# Imke Lohmeyer
Imke Lohmeyer (* 15. November 1988) ist eine ehemalige deutsche Fußballschiedsrichterin, die Spiele in der Frauen-Bundesliga leitete.

## Werdegang
Lohmeyer war von 2007 bis zum Saisonende 2016/17 DFB-Schiedsrichterin. Ab der Saison 2008/09 assistierte sie in der Frauen-Bundesliga, ab 2009 pfiff sie Spiel in der 2. Frauen-Bundesliga. 2012 erfolgte die Einstufung für die 1. Frauen-Bundesliga. In der höchsten deutschen Spielklasse im Frauenfußball leitete Lohmeyer 27 Partien. Parallel zur Einstufung als Frauen-Bundesligaschiedsrichterin leitet sie eine Saison auch sieben Spiele in der viertklassigen Herren-Regionalliga, anschließend noch Spiele in der fünftklassigen Herren-Oberliga. Als Schiedsrichterassistenten kam Lohmeyer auch international zum Einsatz. 2013 assistierte sie dabei zusammen mit Katrin Rafalski der Norwegerin Christina Pedersen beim Freundschaftsländerspiel der deutschen Frauen-Nationalmannschaft gegen die Frauen-Nationalmannschaft  aus den USA. 2015 folgte das Viertelfinal-Hinspiel der UEFA Women’s Champions League  zwischen den Teams von Glasgow City FC und Paris Saint-Germain, welches unter der Leitung von Riem Hussein stand. In der Saison 2015/16 assistierte sie in zwei weiteren Begegnungen der UEFA Women’s Champions League, dem Achtelfinalhinspiel zwischen Atlético Madrid und Olympique Lyon sowie dem Viertelfinalrückspiel zwischen Paris Saint-Germain und dem FC Barcelona. Beide Spiele standen erneut unter der Leitung von Riem Hussein. Zum Saisonende 2016/17 erklärte die damalige Lehramtsreferendarin aus gesundheitlichen Gründen ihren Rücktritt vom Schiedsrichterwesen.
Mittlerweile lehrt Lohmeyer an der Kooperativen Gesamtschule Sittensen.